# جان عادل إيليا
جان عادل إيليا (16 سبتمبر 1928 - 19 يوليو 2019) هو أسقف رومي ملكي كاثوليكي، شغل منصب راعي أبرشية نيوتن من عام 1993 إلى عام 2004، وشملت سلطته الروحية جميع كنائس الروم الملكيين في الولايات المتحدة.

## سيرة شخصية
وُلد إيليا في بلدة مغدوشة بلبنان. سيم كاهناً في 17 فبراير 1952، وحصل على شهادة في اللاهوت من الجامعة الغريغورية الحبرية وقام بتدريس اللاهوت والفلسفة الأخلاقية في دير القديس المنقذ في لبنان وعمل رئيسًا لمدرسة القديس باسيليوس في مدينة ميثيون بولاية ماساتشوستس الأمريكية.
عُين إيليا راعٍ لأبرشية الروم الملكيين الكاثوليك في الزرقاء في الأردن، وكذلك في كُلٍ من مُدن مانشستر وتورونتو وولورنس بالولايات المتحدة، وكان عميد جامعة البشارة الكاثوليكية في مدينة روزلينديل بولاية ماساتشوستس. حصل على درجة الماجستير من كلية بوسطن أثناء فترة إقامته بالولايات المتحدة.
سنة 1977 سيم إيليا أرشمنديتًا، وعُين أسقفًا مساعدًا لأبرشية نيوتن. وفي 25 نوفمبر 1993 عُين راعيًا لأبرشية نيوتن خلفًا للأسقف المتوفى إغناطيوس غطاس، وتولى مهامه رسميًا في 25 يناير 1994 واستمر في عمله حتى تقاعد في 22 يونيو 2004، وخلفه رئيس الأساقفة كيرلس سليم بسترس [الإنجليزية].
في عام 1996، برز إيليا عندما رسم رجلًا متزوج كاهنًا، على الرغم من تقييد الفاتيكان لهذه الخطوة ضمن الكنائس الكاثوليكية الشرقية في أمريكا الشمالية، بحيث كان الملكيين الأمريكيين الشماليين المتزوجين مجبرين على السفر للخارج لإتمام إجراءات الرسامة، فكان إيليا أول من قام بذلك للرجال المتزوجين في الولايات المتحدة، وفي عام 2011 أعلنت أبرشية الملكيين رسمياً أنها لا تلتزم بتقييد الفاتيكان رسم الرجال المتزوجين الأمريكيين كهنةً، ولاحقاً أنهى البابا فرنسيس الحظر في سنة 2014.

## روابط خارجية
- الموقع الرسمي لكنيسة الروم الملكيين الكاثوليك
- بطريركية الروم الملكيين الكاثوليك في أنطاكية والإسكندرية والقدس

| ألقاب مسيحيَّة كاثوليكيَّة | ألقاب مسيحيَّة كاثوليكيَّة                               | ألقاب مسيحيَّة كاثوليكيَّة |
| ---------------------- | ---------------------------------------------------- | ---------------------- |
| سبقه إغناطيوس غطاس     | راعي أبرشية نيوتن للروم الملكيين الكاثوليك 1994-2004 | تبعه كيرلس سليم بسترس  |
| سبقه -                 | الأسقف المعاون لنيوتن 1986-1994                      | تبعه -                 |